# 中国共産党内モンゴル自治区委員会
中国共産党内モンゴル自治区委員会（ちゅうごくきょうさんとううちモンゴルじちくいいんかい）は中国共産党に所在する内モンゴル自治区を運営する組織である。
中国共産党内モンゴル自治区委員は中国共産党内モンゴル自治区大会という選挙によって選出される。大会が開催されていない期間は、中国共産党中央委員会の指示を内モンゴル自治区で実行し、内モンゴル自治区の行動を指導し、中国共産党中央委員会に定期的に報告する。

## 沿革
1948年5月、中国共産党内モンゴル自治区委員会に建立。

## 職責
『中国共産党地方委員会工作条例』によると、中国共産党地方委員会は主に政治、思想と組織指導を実行し、以下の職能を担う：
1. 地域の主要な問題についての意思決定を行う。
2. 法的手続きを通じて、党組織の主張を地方の規制、地方政府の規則又はその他の政令にする。
3. 地域の思想文化宣伝工作に対する指導を強化し、イデオロギー工作の指導権、発言権をしっかりと掌握する。
4. 幹部管理権限に従い幹部を任免し、管理し、地方国家機関、政協組織、人民団体、国有企業事業単位等に重要幹部を推薦する。
5. 人民代表大会、政府、政治協商会議、裁判所、検察院、人民団体などが法により規約に基づき独立して責任を負い、協調一致して業務を展開することを支持・保証し、これらの組織における党グループの指導の核心的役割を発揮する。
6. 地域の群団活動と統一戦線活動に対する指導を強化する。
7. 所属する党組織と広範な党員を動員、組織し、大衆を団結させて党の目標任務を実現する。

## 構成機関
『内モンゴル自治区機構改革方案』によると、中国共産党内モンゴル自治区委員会には15の工作機関が設置され、工作機関が管理する機関（副庁級）が1つある。中国共産党内モンゴル自治区委員会は以下の機構を設置している：
- 中国共産党内モンゴル自治区委員会弁公庁

### スキル部門
- 中国共産党内モンゴル自治区委員会組織部
- 中国共産党内モンゴル自治区委員会宣伝部
- 中国共産党内モンゴル自治区委員会統一戦線工作部
- 中国共産党内モンゴル自治区委員会政法委員会

### 仕事部門
- 中国共産党内モンゴル自治区委員会組織部政策研究室
- 中国共産党内モンゴル自治区委員会組織部国家安全委員会弁公室
- 中国共産党内モンゴル自治区委員会網絡安全・情報化委員会弁公室
- 中国共産党内モンゴル自治区委員会財経委員会弁公室
- 中国共産党内モンゴル自治区委員会機構編成委員会弁公室
- 中国共産党内モンゴル自治区委員会軍民融合発展委員会弁公室
- 中国共産党内モンゴル自治区委員会台港澳工作弁公室
- 中国共産党内モンゴル自治区委員会巡回指導者小組弁公室
- 中国共産党内モンゴル自治区委員会老幹部局

### 派遣機関
- 中国共産党内モンゴル自治区委員会直属機関工作委員会

### 直属事業単位
- 中国共産党内モンゴル自治区委員会党校
- 内モンゴル社会主義学院
- 『内モンゴル日報（中国語版）』社
- 中国共産党内モンゴル自治区委員会党史研究院
- 内モンゴル自治区公文書館

……

### 作業組織が管理する機関
- 中国共産党内モンゴル自治区委員会機密局（中国共産党内モンゴル自治区弁公庁が管理する）

## 歴代の書記
| 肖像 | 氏名     | 就任           | 退任           | 注     |
| ---- | -------- | -------------- | -------------- | ------ |
|      | ウランフ | 1947年7月      | 1966年8月      | [ 2 ]  |
|      | 解学恭   | 1966年8月      | 1967年         | [ 3 ]  |
|      | 滕海清   | 1968年         | 1969年         | [ 4 ]  |
|      | 鄭維山   | 1969年         | 1971年5月      | [ 5 ]  |
|      | 尤太忠   | 1971年5月      | 1978年10月     | [ 6 ]  |
|      | 周恵     | 1978年10月     | 1986年3月      | [ 7 ]  |
|      | 張曙光   | 1986年3月      | 1987年8月      | [ 8 ]  |
|      | 王群     | 1987年8月      | 1994年8月      | [ 9 ]  |
|      | 劉明祖   | 1994年8月      | 2001年8月15日  | [ 10 ] |
|      | 儲波     | 2001年8月15日  | 2009年11月30日 | [ 11 ] |
|      | 胡春華   | 2009年11月30日 | 2012年12月18日 | [ 12 ] |
|      | 王君     | 2012年12月18日 | 2016年8月29日  | [ 13 ] |
|      | 李紀恒   | 2016年8月29日  | 2019年10月25日 | [ 14 ] |
|      | 石泰峰   | 2019年10月25日 | 2022年4月30日  | [ 15 ] |
|      | 孫紹騁   | 2022年4月30日  | 現在           | [ 16 ] |

## 歴代の構成員
第九期自治区党委（2011年11月-2016年11月）
- 書記：胡春華（-2012年12月）、王君（2012年12月-2016年8月）、李紀恒（2016年8月-）
- 副書記：巴特爾（蒙古族）（-2016年3月）、李佳、布小林（女、蒙古族）（2016年3月-）
- 常務委員：胡春華（-2012年12月）、巴特爾（蒙古族）（-2016年3月）、李佳、劉志剛（-2012年12月）、潘逸陽（-2014年9月）、張力（-2016年10月）、烏蘭（女、蒙古族）（-2016年10月）、李鵬新（-2016年9月）、符太增（-2016年11月）、王素毅（蒙古族）（-2013年6月）、曹征海（-2012年6月）、那順孟和（蒙古族）、杜梓（-2015年8月）、王君（2012年12月-2016年8月）、王中和（2013年1月-）、楊俊興（2013年4月-2016年11月）、布小林（女、蒙古族）（2014年1月-）、劉恵（2016年1月-2016年9月）、張院忠（2016年1月-）、李紀恒（2016年8月-）、張建民（2016年10月-）、曽一春（2016年10月-）、劉奇凡（2016年10月-）、王莉霞（女、蒙古族）（2016年10月-）

第十期自治区党委（2016年11月-2021年11月）
- 書記：李紀恒（-2019年10月）、石泰峰（中国語版）（2019年10月-）
- 副書記：布小林（女、蒙古族、-2021年7月）、李佳（-2018年3月）、林少春（2019年3月-）、王莉霞（女、蒙古族、2021年7月-）
- 常務委員：李紀恒（-2019年10月）、布小林（女、蒙古族、-2021年7月）、李佳（-2018年3月）、張建民（-2018年7月）、王莉霞（女、蒙古族）、曽一春（-2019年2月）、劉奇凡（-2021年11月）、張院忠（-2020年1月）、雲光中（蒙古族）（-2019年6月）、宋亮（-2017年3月）、白玉剛（蒙古族、-2021年7月）、羅永綱（-2019年4月）、李傑翔（2017年5月-2019年9月）、冷傑松（2018年1月-2019年7月）、馬学軍（2018年7月-2020年7月）、林少春（2019年3月-）、楊偉東（2019年3月-）、張韶春（2019年5月-）、石泰峰（2019年10月-）、段志強（蒙古族）（2019年12月-）、張恩恵（2020年3月-2021年3月）、孟凡利（2020年9月-）、馬慶雷（2021年1月-）、孟憲東（2021年5月-）、鄭宏範（2021年8月-）、丁繡峰（2021年8月-）、包鋼（2021年9月-）、劉爽（2021年11月-）

第十一期自治区党委（2021年11月至今）
- 書記：石泰峰（-2022年4月）、孫紹騁（2022年4月-）
- 副書記：王莉霞（女、蒙古族）、孟凡利（-2022年4月）、楊偉東（2022年7月-2024年10月）、時光輝（2024年10月-）
- 常務委員：石泰峰（-2022年4月）、王莉霞（女、蒙古族）、孟凡利（-2022年4月）、劉爽、楊偉東（2022年7月-2024年10月）、包鋼（蒙古族）、鄭宏範、丁繡峰、孟憲東、楊小康、黄志強、胡達古拉（女、蒙古族）、于立新（蒙古族）、孫紹騁（2022年4月-）、李玉剛（2022年9月-）、時光輝（2024年10月-）